# Memorias de Mamá Blanca
Memorias de Mamá Blanca o Las Memorias de Mamá Blanca (publicada en 1929 en Francia) forma parte del catálogo de obras de Teresa de la Parra. La novela está basada en su propia vida: básicamente relata momentos importantes que caracterizaron su infancia, en específico la relación de esta con su familia en donde se ven involucradas sus cinco hermanas.
Al inicio conocemos a la editora ficticia, que ha conocido a Mamá Blanca en sus últimos años y ha quedado con sus memorias, que ella le pidió no mostrar a nadie. "Las Memorias de mama blanca" trata sobre seis hermanas despreocupadas y su infancia en la plantación de azúcar donde viven hasta que se venden y mudan a caracas. Caracas era un mundo completamente nuevo para las hijas. Los confinamientos y restricciones impuestos por la civilización urbana era un concepto extraño para ellos. Las memorias tratan de la niñez de Mamá Blanca, que verdaderamente se llamó Blanca Nieves, cuando vivía en la hacienda con trapiche Piedra Azul con sus padres y sus cinco hermanas.  Se basa mucho en las experiencias de la autora viviendo por un tiempo en la hacienda de su padre como niña.
La novela es de estilo narrativo y los personajes, las niñas incluidas, se retratan en detalle. En otras palabras, debemos ver la novela como una especia de relato autobiográfico de las vivencias, reminiscencias y evocaciones de la infancia de la autora. 
Teresa de la Parra propuesta en escribir la novela no es totalmente para ilustrar la costumbre de la región, pero para extraer los recuerdos felices del pasado. 
Las memorias de mama blanca, que fue publicada en Venezuela y Francia, nos muestran como experiencia el modernización desde un hogar intimo en el siglo XIX. Por ejemplo, Piedra Azul funciona como una alegoría de la experiencia de vivir debajo de la dictadura de Juan Vicente Gómez, dictador de Venezuela. Juan Vicente Gómez fue un dictador que gobernó Venezuela con mano férrea por más de veinte años. La piedra azul es una especia de burbuja en la que vive la familia, ajena a la dictadura, pero también puede verse como un espacio seguro para los valores democráticas. 
Las memorias sirvan como un reconstrucción autobiográfica del espacio y el tiempo de la infancia de la autora. La novela no es una construcción de un mundo idealizado. Hay una perspectiva ideológica crítica sobre el mundo "actúa;" dónde cuestionan todos los nociones del progreso, civilización industrial y la modernización (presente y Caracas). En el otro mano, tenemos el modelo de orden regido por la naturaleza (pasado y la plantación).
El rol de la mujer juega una papel importante. El mundo de la mujer se desintegra cuando se pone en contacto con el mundo del hombre en Caracas. En la novela, vemos ciertos valores asociados con la feminidad que son ilustrados como inferiores en relación con los valores y atributos de la masculinidad. Caracas es el mundo del hombre. Caracas y la civilización dan lugar a una representación tradicional (patriarcal) del rol de la mujer: la mujer no tiene voz y no es creadora es, por el contrario, una seguidora.  
En Las Memorias de Mamá Blanca hay los dos mundos. Primero, tenemos el presente en Caracas y es la representación de lo negativo porque consiste en la civilización, la edad adulta, el rol del hombre y el modernismo. Segundo, tenemos el pasado que es la plantación de azúcar, que era lo positivo porque contiene a la memoria de las felicidades de la infancia, el campo y la  naturaleza que es el principio de valoración positivo. El campo/plantación es el sitio propio de la naturaleza, el crecimiento, el espacio donde habita el pasado y lo natural entonces es algo positivo. El campo es el pasado y  es lo positivo porque ahí viven los recuerdos y la infancia de las hermanas. 